# Discografia de UB40
A discografia da banda UB40, consiste em dezessete álbuns de estúdio, quatro álbuns gravados ao vivo, doze compilações, dois álbuns remix e sessenta e dois singles.
A banda já vendeu cerca de 70 milhões de discos a nível mundial. Os seus êxitos mais conhecidos são "Red Red Wine" de 1983, "Can't Help Falling in Love" de 1993 e "I Got You Babe" de 1985.

## Álbuns

### Estúdio
| Ano  | Detalhes                                                                                          | Posições | Posições | Posições | Posições | Posições | Posições | Posições | Posições | Posições | Posições | Certificações (vendas) |
| Ano  | Detalhes                                                                                          | RU       | EUA      | NZ       | IRL      | HOL      | AUT      | FRA      | SUE      | SUI      | AUS      | Certificações (vendas) |
| ---- | ------------------------------------------------------------------------------------------------- | -------- | -------- | -------- | -------- | -------- | -------- | -------- | -------- | -------- | -------- | ---------------------- |
| 1980 | Signing Off - Lançamento: novembro de 1980 - Gravadora: Graduate Records                          | 2        | —        | 4        | —        | —        | 6        | —        | —        | —        | —        | - RU: Platina          |
| 1981 | Present Arms - Lançamento: maio de 1981 - Gravadora: DEP International                            | 2        | —        | 13       | —        | —        | —        | —        | —        | —        | —        | - RU: Platina          |
| 1982 | UB44 - Lançamento: setembro de 1982 - Gravadora: DEP Intl                                         | 4        | —        | —        | —        | —        | —        | —        | —        | —        | —        | - RU: Ouro             |
| 1983 | Labour of Love - Lançamento: setembro de 1983 - Gravadora: DEP Intl                               | 1        | 14       | 1        | —        | —        | —        | —        | —        | —        | —        | - RU: 2× Platina       |
| 1984 | Geffery Morgan - Lançamento: outubro de 1984 - Gravadora: DEP Intl                                | 3        | 60       | 27       | —        | —        | —        | —        | 49       | —        | —        | - RU: Prata            |
| 1985 | Baggariddim - Lançamento: outubro de 1985 - Gravadora: DEP Intl                                   | 14       | —        | 11       | —        | —        | —        | —        | —        | 22       | —        | - RU: Ouro             |
| 1986 | Rat in the Kitchen - Lançamento: julho de 1986 - Gravadora: DEP Intl                              | 8        | 53       | 4        | —        | —        | —        | —        | —        | 21       | —        | - RU: Ouro             |
| 1988 | UB40 - Lançamento: julho de 1988 - Gravadora: DEP Intl                                            | 12       | 44       | 11       | —        | —        | —        | —        | 32       | 15       | 41       | - RU: Ouro             |
| 1989 | Labour of Love II - Lançamento: dezembro de 1989 - Gravadora: Virgin                              | 3        | 30       | 1        | —        | 1        | 6        | —        | 13       | —        | 20       | - RU: 3× Platina       |
| 1993 | Promises and Lies - Lançamento: julho de 1993 - Gravadora: DEP Intl                               | 1        | 6        | 1        | —        | 1        | 2        | —        | 4        | 2        | 1        | - RU: 2× Platina       |
| 1997 | Guns in the Ghetto - Lançamento: julho de 1997 - Gravadora: DEP Intl                              | 7        | 176      | 16       | —        | 16       | 20       | 36       | —        | 20       | —        | - RU: Prata            |
| 1998 | Labour of Love III - Lançamento: novembro de 1998 - Gravadora: Virgin                             | 8        | —        | 5        | —        | 17       | —        | —        | —        | —        | —        | - RU: Ouro             |
| 2001 | Cover Up - Lançamento: novembro de 2001 - Gravadora: EMI                                          | 29       | —        | 22       | —        | 18       | —        | —        | —        | —        | —        |                        |
| 2003 | Homegrown - Lançamento: novembro de 2003 - Gravadora: DEP Intl                                    | 49       | —        | —        | —        | 16       | —        | —        | —        | —        | —        |                        |
| 2005 | Who You Fighting For? - Lançamento: julho de 2005 - Gravadora: DEP Intl                           | 20       | —        | 25       | —        | 19       | —        | —        | —        | 81       | —        |                        |
| 2008 | TwentyFourSeven - Lançamento: junho de 2008 - Gravadora: Edel                                     | 81       | —        | —        | —        | 27       | —        | —        | —        | —        | —        |                        |
| 2010 | Labour of Love IV - Lançamento: fevereiro de 2010 - Gravadora: EMI                                | 24       | —        | —        | —        | —        | —        | —        | —        | —        | —        |                        |
| 2013 | Getting Over the Storm - Released: September 2013 - Label: Virgin                                 | 29       | —        | —        | —        | —        | —        | —        | —        | —        | —        |                        |
| 2018 | A Real Labour of Love (featuring Ali, Astro and Mickey) - Released: March 2018 - Label: Universal | 2        | —        | —        | 84       | 67       | —        | —        | —        | —        | —        |                        |

### Compilações
| Ano  | Detalhes | Posições | Posições | Posições | Posições | Posições | Posições | Posições | Posições | Posições | Posições | Certificações    |
| Ano  | Detalhes | RU       | EUA      | NZ       | IRL      | HOL      | AUT      | FRA      | SUE      | SUI      | AUS      | Certificações    |
| ---- | --- | -------- | -------- | -------- | -------- | -------- | -------- | -------- | -------- | -------- | -------- | ---------------- |
| 1982 | The Singles Album - Lançamento: agosto de 1982 - Gravadora: Graduate                                              | 17       | —        | —        | —        | —        | —        | —        | —        | —        | —        |                  |
| 1983 | More UB40 Music - Lançamento: setembro de 1983 - Gravadora: Graduate                                              | —        | —        | —        | —        | —        | —        | —        | —        | —        | —        |                  |
| 1985 | The UB40 File - Lançamento: março de 1985 - Gravadora: DEP Intl                                                   | —        | —        | —        | —        | —        | —        | —        | —        | —        | —        |                  |
| 1987 | The Best of UB40 - Volume One - Lançamento: outubro de 1987 - Gravadora: DEP Intl                                 | 3        | —        | 3        | —        | —        | —        | —        | —        | —        | 18       | - RU: 6× Platina |
| 1994 | Labour of Love, Volumes I and II - Lançamento: outubro de 1994 - Gravadora: DEP Intl                              | 5        | —        | 8        | —        | —        | —        | —        | —        | —        | —        | - RU: Ouro       |
| 1995 | The Best of UB40 - Volume Two - Lançamento: novembro de 1995 - Gravadora: DEP Intl                                | 12       | —        | 9        | —        | 24       | —        | —        | —        | —        | —        | - RU: Platina    |
| 2000 | The Very Best of UB40 1980-2000 - Lançamento: outubro de 2000 - Gravadora: Virgin                                 | 7        | —        | 4        | 15       | 8        | —        | 9        | 4        | —        | —        | - RU: Platina    |
| 2002 | UB40 presents the Fathers of Reggae - Lançamento: agosto de 2002 - Gravadora: DEP Intl                            | 104      | —        | —        | —        | —        | —        | —        | —        | —        | —        |                  |
| 2003 | Labour of Love, Volumes I, II and III - The Platinum Collection - Lançamento: junho de 2003 - Gravadora: DEP Intl | 7        | —        | 6        | 23       | 5        | —        | 23       | —        | —        | —        | - RU: Ouro       |
| 2005 | The Best of UB40, Volumes 1 & 2 - Lançamento: novembro de 2005 - Gravadora: DEP Intl                              | 47       | —        | —        | 33       | 3        | —        | —        | —        | —        | —        | - RU: Ouro       |
| 2009 | Love Songs - Lançamento: fevereiro de 2009 - Gravadora: Virgin                                                    | 3        | —        | 8        | 14       | —        | —        | —        | —        | —        | —        |                  |
| 2009 | Best of Labour of Love - Lançamento: novembro de 2009 - Gravadora: EMI                                            | 29       | —        | 24       | —        | —        | —        | —        | —        | —        | —        |                  |

### Ao vivo
| Ano  | Detalhes                                                                                | Posições | Posições | Posições | Posições | Posições | Posições | Posições | Posições | Posições | Posições |
| Ano  | Detalhes                                                                                | RU       | EUA      | NZ       | IRL      | NL       | AUT      | FRA      | SUE      | SUI      | AUS      |
| ---- | --------------------------------------------------------------------------------------- | -------- | -------- | -------- | -------- | -------- | -------- | -------- | -------- | -------- | -------- |
| 1983 | Live - Lançamento: fevereiro de 1983 - Gravadora: DEP Intl                              | 44       | —        | —        | —        | —        | —        | —        | —        | —        | —        |
| 1990 | UB40 CCCP: Live in Moscow - Lançamento: outubro de 1990 - Gravadora: A&M                | —        | 121      | 36       | —        | —        | —        | —        | —        | 14       | —        |
| 1998 | UB40 Present the Dancehall Album - Lançamento: abril de 1998 - Gravadora: DEP Intl      | 57       | —        | —        | —        | —        | —        | —        | —        | —        | —        |
| 2007 | Live at Montreux 2002 - Lançamento: maio de 2007 - Gravadora: Eagle                     | —        | —        | —        | —        | 67       | —        | —        | —        | —        | —        |
| 2008 | The Lost Tapes — Live at the Venue 1980 - Lançamento: setembro de 2008 - Gravadora: EMI | —        | —        | —        | —        | —        | —        | —        | —        | —        | —        |
| 2009 | lIVE 2002 Arena: 12/12/2009 - Lançamento: janeiro de 2009 - Gravadora: EMI              | —        | —        | —        | —        | —        | —        | —        | —        | —        | —        |

### Remix
| Ano  | Detalhes | Posições | Posições | Posições | Posições | Posições | Posições | Posições | Posições | Posições | Posições |
| Ano  | Detalhes | RU       | EUA      | NZ       | IRL      | NL       | AUT      | FRA      | SUE      | SUI      | AUS      |
| ---- | --- | -------- | -------- | -------- | -------- | -------- | -------- | -------- | -------- | -------- | -------- |
| 1981 | Present Arms in Dub - Lançamento: outubro de 1981 - Gravadora: DEP Intl                                                 | 38       | —        | —        | —        | —        | —        | —        | —        | —        | —        |
| 2007 | Dub Sessions (vendido nos concertos e apenas download digital) - Lançamento: dezembro de 2007 - Gravadora: independente | —        | —        | —        | —        | —        | —        | —        | —        | —        | —        |

## Singles

### 1980
| Ano  | Single                                              | Posições | Posições | Posições | Posições | Posições | Posições | Posições | Posições | Posições | Posições | Posições | Posições | Posições | Álbum                     |
| Ano  | Single                                              | RU       | EUA      | NZ       | IRL      | HOL      | AUT      | CAN      | FRA      | ALE      | SUE      | SUI      | AUS      | NOR      | Álbum                     |
| ---- | --------------------------------------------------- | -------- | -------- | -------- | -------- | -------- | -------- | -------- | -------- | -------- | -------- | -------- | -------- | -------- | ------------------------- |
| 1980 | "King" / "Food for Thought"                         | 4        | -        | 1        | 10       | 46       | -        | -        | -        | -        | -        | -        | 36       | -        | Signing Off               |
| 1980 | "My Way of Thinking" / "I Think It's Going to Rain" | 6        | -        | 6        | 12       | -        | -        | -        | -        | -        | -        | -        | 90       | -        | Signing Off               |
| 1980 | "The Earth Dies Screaming" / "Dream a Lie"          | 10       | -        | -        | -        | -        | -        | -        | -        | -        | -        | -        | -        | -        | Não foi single do álbum   |
| 1981 | "Don't Let It Pass You By" / "Don't Slow Down"      | 16       | -        | -        | 18       | -        | -        | -        | -        | -        | -        | -        | -        | -        | Present Arms'             |
| 1981 | "One in Ten"                                        | 7        | -        | 20       | 18       | -        | -        | -        | -        | -        | -        | -        | 87       | -        | Present Arms'             |
| 1982 | "I Won't Close My Eyes"                             | 32       | -        | -        | 25       | -        | -        | -        | -        | -        | -        | -        | -        | -        | UB44                      |
| 1982 | "Love Is All Is All Right"                          | 29       | -        | -        | 26       | 31       | -        | -        | -        | -        | -        | -        | -        | -        | UB44                      |
| 1982 | "So Here I Am"                                      | 25       | -        | -        | 16       | -        | -        | -        | -        | -        | -        | -        | -        | -        | UB44                      |
| 1983 | "I've Got Mine"                                     | 45       | -        | -        | 29       | 12       | -        | -        | -        | -        | -        | -        | -        | -        | Não foi single do álbum   |
| 1983 | "Food for Thought" (Ao vivo)                        | —        | -        | -        | -        | 5        | -        | -        | -        | -        | -        | -        | -        | -        | UB40 Live                 |
| 1983 | "Red Red Wine"                                      | 1        | 1        | 1        | 1        | 1        | 5        | 2        | -        | 12       | 14       | 8        | 2        | 10       | Labour of Love            |
| 1983 | "Please Don't Make Me Cry"                          | 10       | -        | 41       | 6        | 1        | -        | -        | -        | -        | -        | -        | -        | -        | Labour of Love            |
| 1983 | "Many Rivers to Cross"                              | 16       | -        | 48       | 11       | -        | -        | -        | -        | -        | -        | -        | -        | -        | Labour of Love            |
| 1984 | "Cherry Oh Baby"                                    | 12       | -        | -        | 7        | 7        | -        | -        | -        | -        | -        | -        | -        | -        | Labour of Love            |
| 1984 | "If It Happens Again"                               | 9        | -        | 28       | 9        | 8        | -        | -        | -        | -        | -        | -        | 55       | -        | Geffery Morgan            |
| 1984 | "Riddle Me"                                         | 59       | -        | -        | -        | 34       | -        | -        | -        | -        | -        | -        | -        | -        | Geffery Morgan            |
| 1985 | "I'm Not Fooled So Easily" / "The Pillow"           | 79       | -        | -        | -        | -        | -        | -        | -        | -        | -        | -        | -        | -        | Geffery Morgan            |
| 1985 | "I Got You Babe" (com Chrissie Hynde)               | 1        | 28       | 1        | 1        | 2        | 14       | 4        | 29       | 15       | 17       | 15       | 1        | -        | Baggariddim               |
| 1985 | "Don't Break My Heart"                              | 3        | -        | 13       | 8        | 11       | -        | -        | -        | -        | -        | -        | 37       | -        | Baggariddim               |
| 1986 | "Sing Our Own Song"                                 | 5        | -        | 7        | 4        | 1        | -        | -        | -        | -        | -        | -        | 76       | -        | Rat in the Kitchen        |
| 1986 | "All I Want to Do"                                  | 41       | -        | -        | 28       | 28       | -        | -        | -        | -        | -        | -        | -        | -        | Rat in the Kitchen        |
| 1987 | "Rat in mi Kitchen"                                 | 12       | -        | 45       | 7        | 7        | -        | -        | -        | -        | -        | -        | 84       | -        | Rat in the Kitchen        |
| 1987 | "Watchdogs"                                         | 39       | -        | -        | 25       | 13       | -        | -        | -        | -        | -        | -        | -        | -        | Rat in the Kitchen        |
| 1987 | "Maybe Tomorrow"                                    | 14       | -        | -        | 6        | 5        | -        | -        | -        | -        | -        | -        | -        | -        | The Best of UB40 - Vol. 1 |
| 1988 | "Breakfast in Bed" (com Chrissie Hynde)             | 6        | -        | 5        | 9        | 10       | -        | -        | -        | -        | -        | 16       | 43       | -        |                           |
| 1988 | "Where Did I Go Wrong"                              | 26       | -        | 13       | -        | 8        | -        | -        | -        | -        | -        | -        | 17       | -        | UB40                      |
| 1988 | "Come out to Play"                                  | 77       | -        | -        | -        | 33       | -        | -        | -        | -        | -        | -        | -        | -        | UB40                      |
| 1989 | "I Would Do for You"                                | 45       | -        | 34       | -        | 34       | -        | -        | -        | -        | -        | -        | -        | -        | UB40                      |
| 1989 | "Homely Girl"                                       | 6        | -        | 4        | 10       | 2        | -        | -        | 4        | -        | -        | -        | -        | -        | Labour of Love II         |

### 1990
| Ano  | Single                                          | Posições | Posições | Posições | Posições | Posições | Posições | Posições | Posições | Posições | Posições | Posições | Posições | Posições |
| Ano  | Single                                          | RU       | EUA      | NZ       | IRL      | HOL      | AUT      | CAN      | FRA      | ALE      | SUE      | SUI      | AUS      | NOR      |
| ---- | ----------------------------------------------- | -------- | -------- | -------- | -------- | -------- | -------- | -------- | -------- | -------- | -------- | -------- | -------- | -------- |
| 1990 | "Here I Am (Come and Take Me)"                  | 46       | 7        | 6        | 22       | 9        | -        | -        | 14       | -        | -        | -        | 3        | -        |
| 1990 | "Kingston Town"                                 | 4        | -        | 17       | 8        | 2        | 5        | -        | 1        | 5        | 14       | 8        | 17       | -        |
| 1990 | "Wear You to the Ball"                          | 35       | -        | 28       | -        | -        | -        | -        | -        | -        | -        | -        | -        | -        |
| 1990 | "The Way You Do the Things You Do"              | 49       | 6        | -        | 26       | 15       | -        | -        | 11       | 53       | -        | -        | -        | -        |
| 1990 | "I'll Be Your Baby Tonight" (com Robert Palmer) | 6        | -        | 1        | 6        | 4        | 5        | -        | 25       | 14       | 11       | 5        | 4        | -        |
| 1990 | "Impossible Love"                               | 47       | -        | 28       | 25       | -        | -        | -        | -        | -        | -        | -        | -        | -        |
| 1990 | "Groovin'"                                      | -        | 90       | -        | -        | 13       | -        | -        | -        | -        | -        | -        | -        | -        |
| 1991 | "Tears From My Eyes"                            | -        | -        | -        | -        | 20       | -        | -        | -        | -        | -        | -        | -        | -        |
| 1992 | "One in Ten" (Remix) (com 808 State)            | 17       | -        | -        | 19       | 22       | -        | -        | -        | -        | -        | -        | -        | -        |
| 1993 | "(I Can't Help) Falling in Love With You"       | 1        | 1        | 1        | 2        | 1        | 1        | -        | 5        | 2        | 1        | 2        | 1        | 4        |
| 1993 | "Higher Ground"                                 | 8        | 45       | 8        | 9        | 9        | 16       | -        | 23       | -        | 27       | 19       | 40       | -        |
| 1993 | "Bring Me Your Cup"                             | 24       | -        | 7        | -        | 29       | -        | -        | -        | -        | -        | -        | -        | -        |
| 1994 | "C'est La Vie"                                  | 37       | -        | 7        | -        | 34       | -        | -        | -        | -        | -        | -        | -        | -        |
| 1994 | "Reggae Music"                                  | 28       | -        | 48       | -        | -        | -        | -        | -        | -        | -        | -        | -        | -        |
| 1995 | "Until My Dying Day"                            | 15       | -        | 37       | -        | -        | -        | -        | -        | -        | -        | -        | -        | -        |
| 1997 | "Tell Me Is It True"                            | 14       | -        | 20       | -        | 27       | -        | -        | -        | -        | -        | -        | -        | -        |
| 1997 | "Always There"                                  | 53       | -        | -        | -        | 93       | -        | -        | -        | -        | -        | -        | -        | -        |
| 1998 | "Come Back Darling"                             | 10       | -        | -        | -        | -        | -        | -        | -        | -        | -        | -        | -        | -        |
| 1998 | "Holly Holy"                                    | 31       | -        | -        | -        | -        | -        | -        | -        | -        | -        | -        | -        | -        |
| 1999 | "The Train Is Coming"                           | 30       | -        | -        | -        | -        | -        | -        | -        | -        | -        | -        | -        | -        |

### 2000
| Ano  | Single                                                             | Posições | Posições | Posições | Posições | Posições | Posições | Posições | Posições | Posições | Posições | Posições | Posições | Posições |
| Ano  | Single                                                             | RU       | EUA      | NZ       | IRL      | HOL      | AUT      | CAN      | FRA      | ALE      | SUE      | SUI      | AUS      | NOR      |
| ---- | ------------------------------------------------------------------ | -------- | -------- | -------- | -------- | -------- | -------- | -------- | -------- | -------- | -------- | -------- | -------- | -------- |
| 2000 | "Light My Fire"                                                    | 63       | -        | -        | -        | 87       | -        | -        | -        | -        | -        | -        | -        | -        |
| 2001 | "Since I Met You Lady" (com Lady Saw) / "Sparkle of My Eyes"       | 40       | -        | -        | -        | 69       | -        | -        | -        | -        | -        | -        | -        | -        |
| 2002 | "Cover Up" (com Nuttea na França)                                  | 54       | -        | -        | -        | -        | -        | -        | 10       | -        | -        | 55       | -        | -        |
| 2003 | "Swing Low" (com United Colours of Sound)                          | 15       | -        | -        | -        | -        | -        | -        | -        | -        | -        | -        | -        | -        |
| 2005 | "Kiss and Say Goodbye"                                             | 19       | -        | 16       | -        | 45       | 42       | -        | -        | 89       | -        | -        | -        | -        |
| 2005 | "Reasons" (com Hunterz e The Dhol Blasters)                        | 75       | -        | -        | -        | -        | -        | -        | -        | -        | -        | -        | -        | -        |
| 2005 | "Bling Bling"                                                      | -        | -        | -        | -        | 78       | -        | -        | -        | -        | -        | -        | -        | -        |
| 2006 | "Who You Fighting For" (apenas download)                           | -        | -        | -        | -        | -        | -        | -        | -        | -        | -        | -        | -        | -        |
| 2008 | "Lost & Found" / "Dance Until The Morning Light" (com Maxi Priest) | -        | -        | -        | -        | -        | -        | -        | -        | -        | -        | -        | -        | -        |
| 2009 | "Bring It On Home To Me"                                           | -        | -        | -        | -        | -        | -        | -        | -        | -        | -        | -        | -        |          |
| 2010 | "Get Along Without You Now"                                        | -        | -        | -        | -        | -        | -        | -        | -        | -        | -        | -        | -        | -        |

### Como artista convidado
| Ano  | Single                                  | Posições | Posições | Posições | Posições | Posições | Posições | Posições | Posições | Posições | Posições | Posições | Posições | Posições |
| Ano  | Single                                  | RU       | EUA      | NZ       | IRL      | HOL      | AUT      | CAN      | FRA      | ALE      | SUE      | SUI      | AUS      | NOR      |
| ---- | --------------------------------------- | -------- | -------- | -------- | -------- | -------- | -------- | -------- | -------- | -------- | -------- | -------- | -------- | -------- |
| 1988 | "Reckless" (Afrika Bambaataa com UB40)  | 17       | -        | 13       | 19       | 4        | -        | -        | -        | -        | -        | -        | -        | -        |
| 1994 | "Baby Come Back" (Pato Banton com UB40) | 1        | -        | -        | -        | -        | -        | -        | -        | -        | -        | -        | -        | -        |